# 傅行简
傅行简，生卒年不详，字敬父，一字居敬，庆元府鄞县（今浙江宁波鄞县）人，一说为浙江明州（今浙江宁波）人，宋宁宗嘉泰二年（1202年）壬戌科状元。
宋宁宗嘉泰二年壬戌科，宁宗因父亲新丧三年未满，殿试不举，直点省试第一（省元）的傅行简为进士第一。傅行简因此直取省元、状元两元。授簽書建康軍節度判官。
傅行简历官共九年，历承事郎，秘书郎、校书郎、著作佐郎等。嘉定四年（1211年）辞官还乡。嘉定十七年九月乙亥，詔褒表老儒，以傅伯成爲顯謨閣學士提舉南京鴻慶宮。

## 诗作
題博士袁公文苑像
禽鳥春風樂與同，有將理趣道儒宗。
兩朝褒賞衣冠舊，一德充融禮樂隆。
天地無心馳電馬，人民有望慰雲龍。
餘年八十無全食，獨抱青山繼祖風。